# Heckler & Koch USP
La Heckler & Koch USP (acrónimo de Universelle Selbstladepistole, pistola autocargable universal) es una pistola semiautomática diseñada por el fabricante de armas Heckler & Koch de Oberndorf am Neckar, Alemania, para reemplazar a la serie de pistolas HK P7.

## Historia
Los trabajos de diseño de una nueva serie de pistolas comenzaron en septiembre de 1989, centrándose en primer lugar en las fuerzas de seguridad de los Estados Unidos. Los prototipos de la USP pasaron por rigurosas pruebas para entrar en el Sistema de Pistolas Ofensivas (Offensive Handgun Weapon System, OHWS) de HK solicitado por el Mando de Operaciones Especiales de los Estados Unidos (U. S. Special Operations Command, USSOCOM) y del cual salió la HK Mk 23 Mod 0. Los prototipos de la USP fueron rediseñados en 1992, con base en los resultados de las pruebas del OHWS y el diseño fue finalizado en diciembre del mismo año. La USP fue comercializada formalmente en enero de 1993 con el modelo USP40 (la versión base) calibrado para el cartucho .40 S&W, de mayor popularidad, seguido pronto por el modelo USP9 (que usaba el cartucho 9 x 19 Parabellum) y en mayo de 1995 por el USP45 (que usa el cartucho .45 ACP).
A diferencia de los ambiciosos e innovadores diseños P7, P9S y VP70Z, la USP tiene un acerrojado de recámara de estilo Browning más convencional, similar al de la pistola Browning Hi-Power, pero con una estructura realizada de polímero.

## Detalles de diseño
La USP es una pistola semiautomática con recámara acerrojada y accionada por retroceso corto. Este sistema de acerrojado tiene un gran tetón rectangular sobre la recámara, que se introduce y encaja en la abertura de la portilla de eyección de la corredera. Cuando se dispara un cartucho, la presión generada por los gases de la pólvora encendida empuja el casquillo contra el cabezal del cerrojo en la corredera, impulsando hacia atrás al cañón y a la corredera. Después de retroceder 3 mm, la bala ha salido del cañón y la presión de los gases ha descendido a un nivel seguro. Un tetón en la parte inferior de la recámara entra en contacto con un bloque de acerrojado curvo al final de la varilla guía del muelle recuperador, bajando la recámara y deteniendo el retroceso del cañón. El conjunto del muelle recuperado es mantenido en su lugar por el eje del retén de la corredera y una perforación en la parte frontal de la corredera. Para una mayor fiabilidad en ambientes polvorientos, la superficie del tetón de acerrojado situado encima de la recámara está inclinada hacia adelante. Esta superficie produce un movimiento que ayuda a cerrar la recámara cuando hay acumulaciones de hollín o polvo.    
Una de las características más significativas de la USP es su sistema reductor de retroceso mecánico. Este sistema está incorporado en el conjunto del muelle recuperador, situado debajo del cañón, consistiendo en un pesado muelle cautivo alrededor de la varilla guía. Diseñado principalmente para amortiguar la corredera y el cañón, además de reducir los efectos del retroceso sobre las piezas de la pistola, el sistema también reduce las fuerzas del retroceso percibidas por el tirador. El sistema de reducción del retroceso es indiferente a los tipos de cartuchos y no requiere ajustes ni mantenimiento. Funciona de forma efectiva en todos los modelos de la USP. Usando este mismo sistema de reducción del retroceso, las pistolas H&K Mk 23 dispararon más de 30.000 cartuchos .45 ACP +P y 6.000 cartuchos de sobrepresión sin sufrir daños o desgaste excesivo de cualquiera de sus piezas principales. En las pruebas de resistencia y funcionalidad de las USP se han disparado más de 20.000 cartuchos .40 S&W sin que se produjeran fallos en las piezas. En las pruebas ambientales Mil-SPEC fue sometida a temperaturas altas y bajas, al barro, y fue sumergida en agua y rociada con agua salada. En una prueba, una bala fue deliberadamente encajada en el ánima del cañón y otra bala fue disparada para despejar la obstrucción. El cañón fue despejado con éxito con una deformación estructural menor y continuó disparando de forma consistente en las pruebas de precisión.
Las principales piezas metálicas en las pistolas USP y las de Operaciones Especiales son resistentes a la corrosión. Las superficies metálicas exteriores, como la corredera de acero, están protegidas por un acabado de nitruro patentado llamado Hostile Environment (Ambiente Hostil). Las piezas internas de metal, como los resortes, están recubiertas con un producto químico anticorrosión llamado Dow Corning, para reducir la fricción y el desgaste.
La USP está compuesta por un total de 54 piezas y se desarma en siete principales unidades para limpieza y mantenimiento: el cañón, la corredera, el muelle recuperador, la varilla guía del muelle recuperador, el armazón, el retén de la corredera y el cargador. Esto se hace retrocediendo la corredera para alinear el eje del retén de la corredera con la muesca de desarmado en el lado izquierdo de la corredera y retirando el retén.

## Variantes
La USP fue diseñada originalmente para el cartucho .40 S&W, pero posteriormente también se comercializó una para el 9 x 19 Parabellum. En mayo de 1995, HK comercializó una variante para el .45 ACP. La serie USP Compact fue introducida en 1996 y está disponible para los cartuchos 9 x 19 Parabellum, .40 S&W, .45 ACP y .357 SIG (solo el modelo Compact). Otras variantes de la USP estándar incluyen la USP Tactical, la USP Expert, la USP Match, la USP Elite y la P8, el arma auxiliar estándar del Bundeswehr. La USP Tactical de 11,43 mm también está en servicio con el Bundeswehr en cantidades limitadas, con la designación P12. 
Una de las características más notorias de la USP es la amplia variedad de sistemas de gatillo disponibles, que pueden ser rápidamente intercambiados. Hay nueve sistemas de gatillo disponibles (llamados variantes por H&K).
Al emplear un diseño modular en las piezas internas, las funciones de control de la USP pueden cambiarse del lado izquierdo al derecho de la pistola para los tiradores zurdos. La USP también puede cambiar de un modo de fuego a otro. Esto incluye un modo combinado doble acción y acción simple (double-action/single-action, DA/SA) y uno de doble acción única (double-action only, DAO).
Además de una amplia selección de gatillos/modos de disparo, la USP tiene una palanca del retén del cargador ambidiestra que está protegida por el guardamonte para evitar ser accionada por equivocación. La parte posterior del interior de la empuñadura de la USP está inclinada, haciendo que el cambio de cargadores sea más rápido por no necesitar el guiado del tirador. Los entalles para dedos en la empuñadura también ayudan a retirar los cargadores vacíos. En las USP de calibres 9 mm y 10 mm, los cargadores están hechos de polímero reforzado con acero inoxidable. Los cargadores de las USP de calibre 11,43 mm están hechos de acero. Todos los cargadores de la USP caen del armazón al apretar la palanca del retén del cargador. Además, la USP no tiene seguro de cargador - puede disparar el cartucho de la recámara sin tener el cargador insertado. La alargada palanca del retén de la corredera está ubicada de tal forma que facilita la operación del arma sin tener que cambiar de mano.   
Variantes 1 y 2 (doble acción/acción simple, palanca de seguro y desamartillado)
Las variantes 1 (palanca en el lado izquierdo) y  2 (palanca en el lado derecho) permiten al usiario portar la pistola en modo acción simple (amartillada y cargada) con el seguro activado. Esta misma pistola, sin modificación alguna, puede portarse en modo doble acción con el seguro activado o desactivado, y con el beneficio de una palanca de desamartillado.
Variantes 3 y 4 (doble acción/acción simple, palanca de desamartillado, pero sin seguro)
Las variantes 3 (palanca en el lado izquierdo) y 4 (palanca en el lado derecho) ofrecen al usuaio una palanca de desamartillado en el armazón que no tiene la posición "seguro". Esta combinación solo permite que el martillo pueda bajarse de la posición acción simple a la posición doble acción. Al no tener la posición "seguro", la pistola disparará al presionar el gatillo.
Variantes 5 y 6 (doble acción única, con palanca de seguro)
Las variantes 5 (palanca en el lado izquierdo) y 6 (palanca en el lado derecho) operan como pistolas de doble acción única, con un martillo sin resalte que siempre queda en posición doble acción después de cada disparo. El gatillo tiene un recorrido suave al momento de apretarlo. Ambas variantes tienen palanca de seguro.
Variante 7 (Law Enforcement Modification, sin palanca de control)
Desarrollada para el gobierno estadounidense, la Law Enforcement Modification (LEM) es una pistola de doble acción única con un singular mecanismo de gatillo. Este mecanismo mejora el desempeño del gatillo de doble acción y reduce la fuerza necesaria para presionarlo a 36 N, tiene un resorte del martillo más fuerte y acorta el recorrido del gatillo.
Variante 8
Nunca entró en producción.
Variantes 9 y 10 (doble acción/acción simple, palanca de seguro, pero sin desamartillado)
Las variantes 9 (palanca en el lado izquierdo) y 10 (palanca en el lado derecho) permiten al tirador portar la pistola en modo acción simple (cargada y amartillada) con el seguro activado. Esta misma pistola, sin modificación alguna, puede portarse en modo doble acción con el seguro activado o desactivado. La palanca del seguro no tiene función de desamartillado en ambas variantes, por lo que se debe bajar el martillo con cuidado (o dejar el seguro activado, retirar el cargador y eyectar cualquier cartucho de la recámara antes de bajar el martillo).

### USP Custom Sport
Casi idéntica a la USP estándar, la Custom Sport está dirigida a los practicantes de tiro al blanco y tiro eficaz. Su cañón y gatillo son de competición, mientras que su alza y punto de mira son ajustables.

### USP Compact

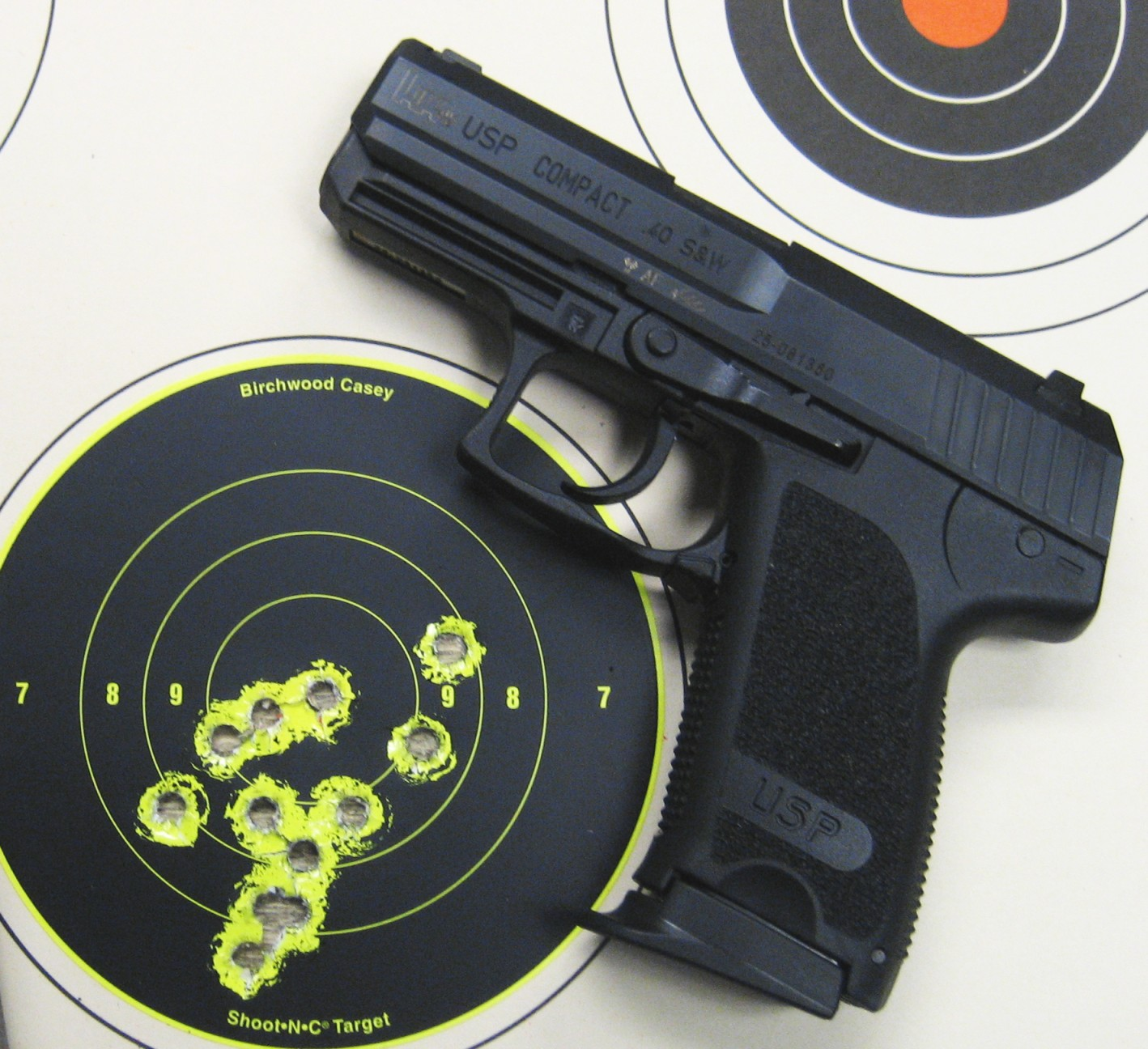
Una USP Compact de .40 S&W.

Los primeros modelos USP Compact aparecieron en 1994. Tiene las mismas características de una USP pero con menor dimensión y menor peso. Está disponible en los calibres .40 S& W, .45 y 9 mm.
También se le puede instalar un cañón para el .357 SIG.[cita requerida]

### USP Tactical

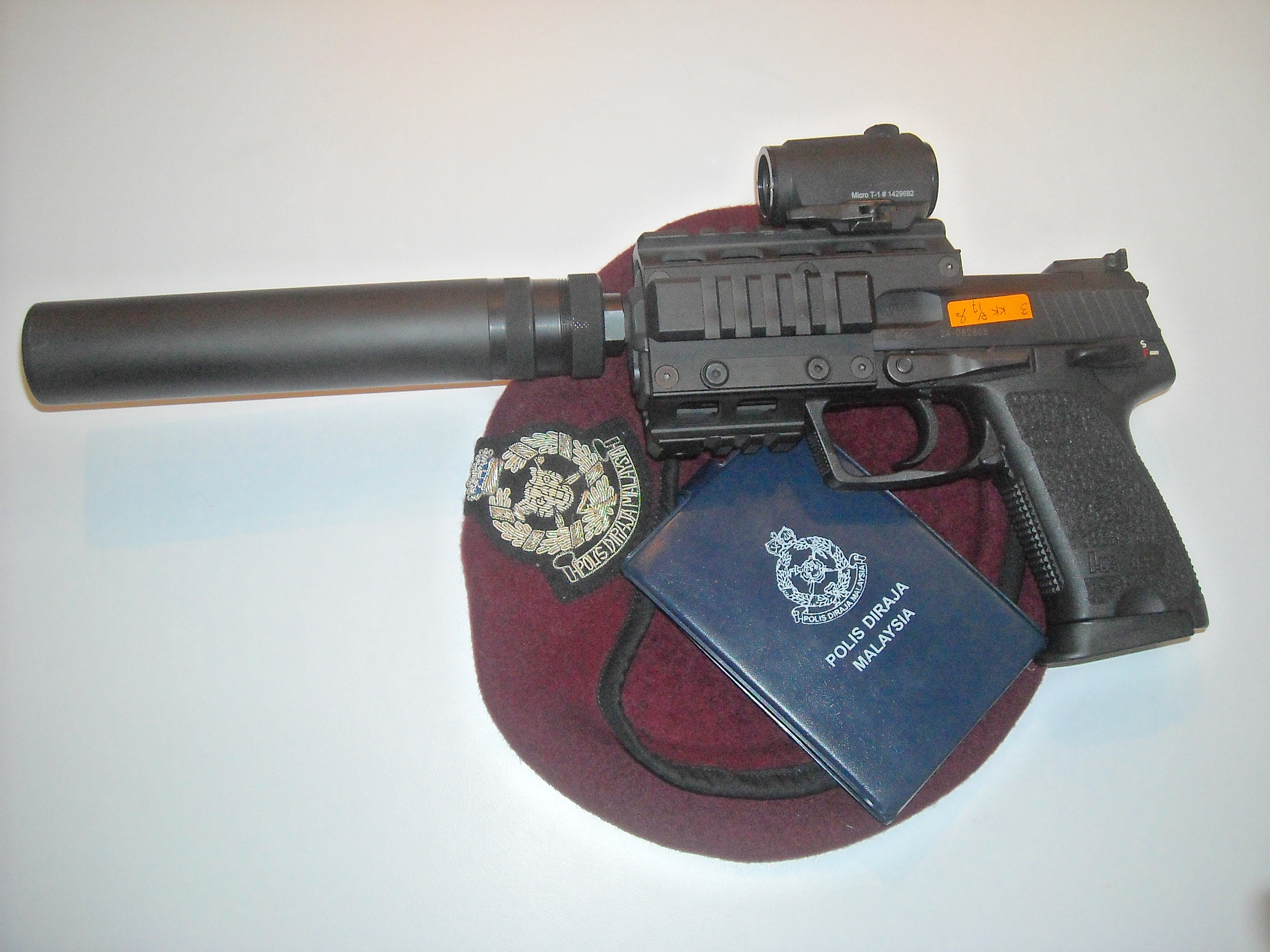
Una HK USP9SD (tactical) del Pasukan Gerakan Khas, equipada con silenciador Brügger & Thomet, rieles Picatinny para pistola y mira réflex Aimpoint Micro T-1.

La USP Tactical (9 mm Parabellum, .40 S&W, .45 ACP) fue diseñada en 1997. Incorpora un alza totalmente ajustable, un punto de mira más elevado (para que sea visible desde el silenciador), un cañón alargado con boca roscada y una junta tórica, un gatillo regulable y un seguro del gatillo ajustable (el modelo de 9 mm, mencionado por HK como USP9SD, no tiene la junta tórica ni el gatillo ajustable con seguro, y no tiene el nombre Tactical, aunque los modelos USP40 y USP45 sí se llaman Tactical, y el cañón roscado y las alzas ajustables fueron añadidas a la USP9SD en 2015).
Los silenciadores diseñados para la USP Tactical son distribuidos por las compañías Brügger & Thomet y Knight's Armament. Una característica singular de la USP Tactical es que el roscado de su cañón es levógiro (el silenciador se enrosca en sentido antihorario), lo que hace que la hace incompatible con los silenciadores diseñados para la MK23 Mod 0.
El KSK del Ejército alemán y la Armada Alemana usan la USP Tactical con la designación P12.

#### USP Compact Tactical

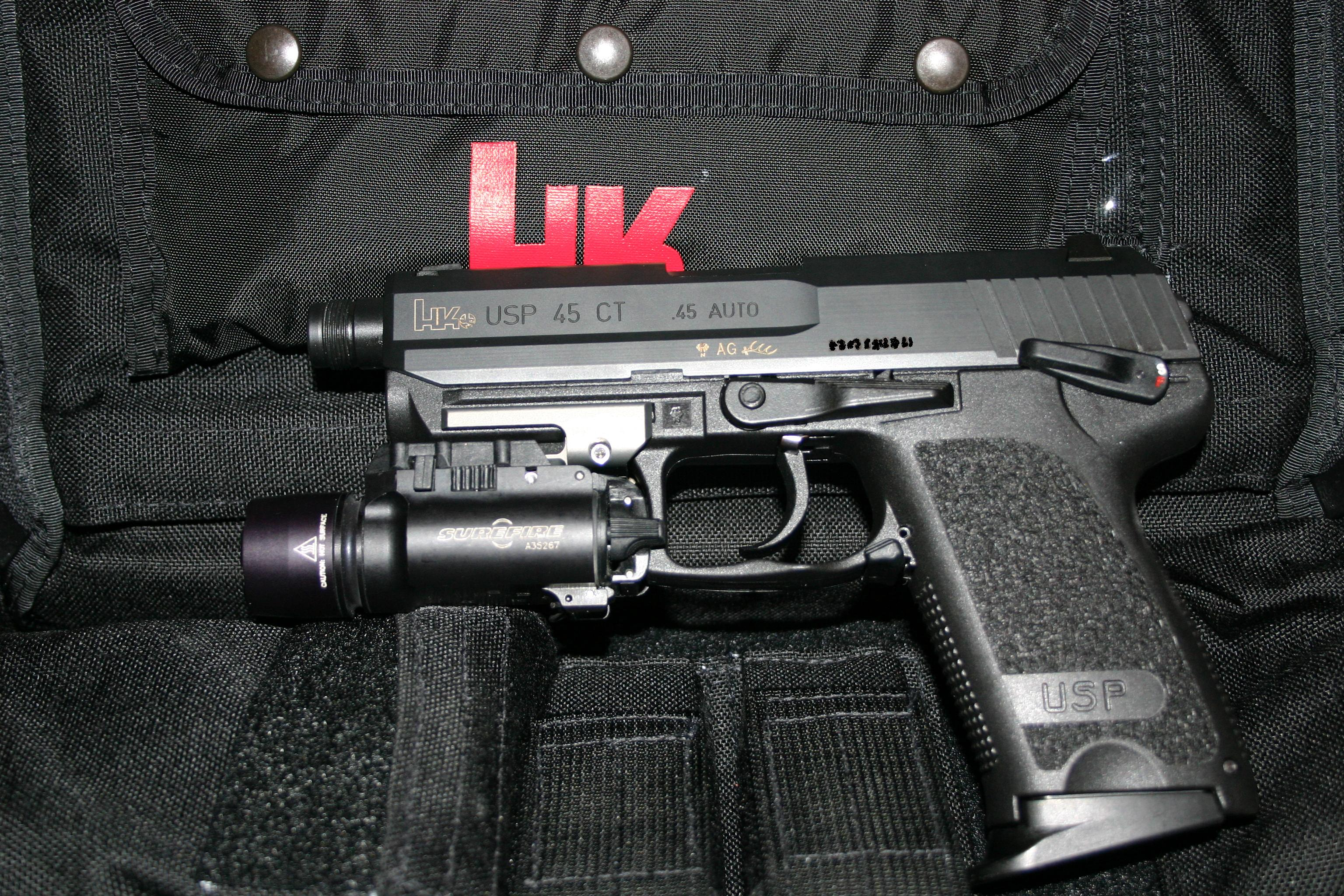
Una USP Compact Tactical.

La USP45CT Compact Tactical (CT) es una pistola del calibre .45 diseñada para las operaciones especiales de los Estados Unidos que tiene las características de la USP45 Tactical con una carcasa más pequeña. Entre sus características está una recámara de junta tórica extensible de forma poligonal y miras más altas que permiten el uso con silenciadores. Estas dos características pueden dificultar el uso de fundas diseñadas para pistolas USPC estándar. Las recámaras de las USPC estándar no tienen junta tórica. La USP CT solo tiene el calibre .45 y no se ofrece en 9 mm, .40 o .357 SIG.

### USP Expert

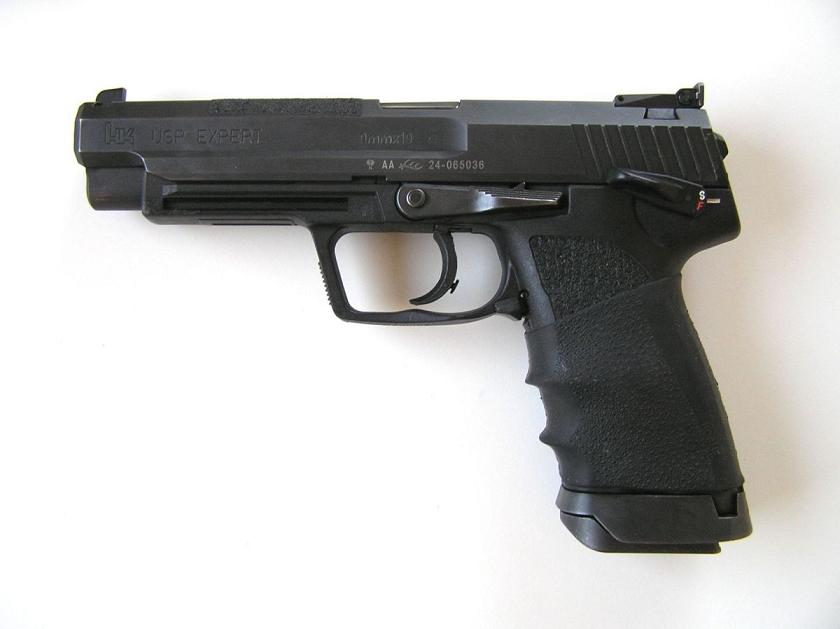
Una USP Expert 9 mm con cachas de goma Hogue y martillo limado (no estándar).

La USP Expert fue diseñada en colaboración con expertos en tiro deportivo, para las asociaciones de este deporte. Entre sus características está una mira de gran radio (unos 190 mm), alza micrométrica LPA ajustable para la corredera y recámara con junta tórica. Está disponible para los cartuchos .40 S&W, .45 ACP y 9 x 19 Parabellum.

### USP Match
La USP Match está disponible en 9 mm Parabellum, .40 S&W, .45 ACP. Está diseñada específicamente para tiro deportivo. Además de las características de la Expert, la Match se distingue por el peso del cañón, que reemplaza la corredera alargada de la Expert. El peso del cañón proporciona un contrapeso al retroceso del arma, mejorando en gran medida el seguimiento del objetivo.
Angelina Jolie usa un par de pistolas HK USP Match en las películas de Tomb Raider. Como resultado de esto, y por no ser producida de forma ininterrumpida, ha triplicado su valor y es difícil encontrarla con un precio recomendado menor a 3.000 dólares (en julio de 2007).

### USP Elite

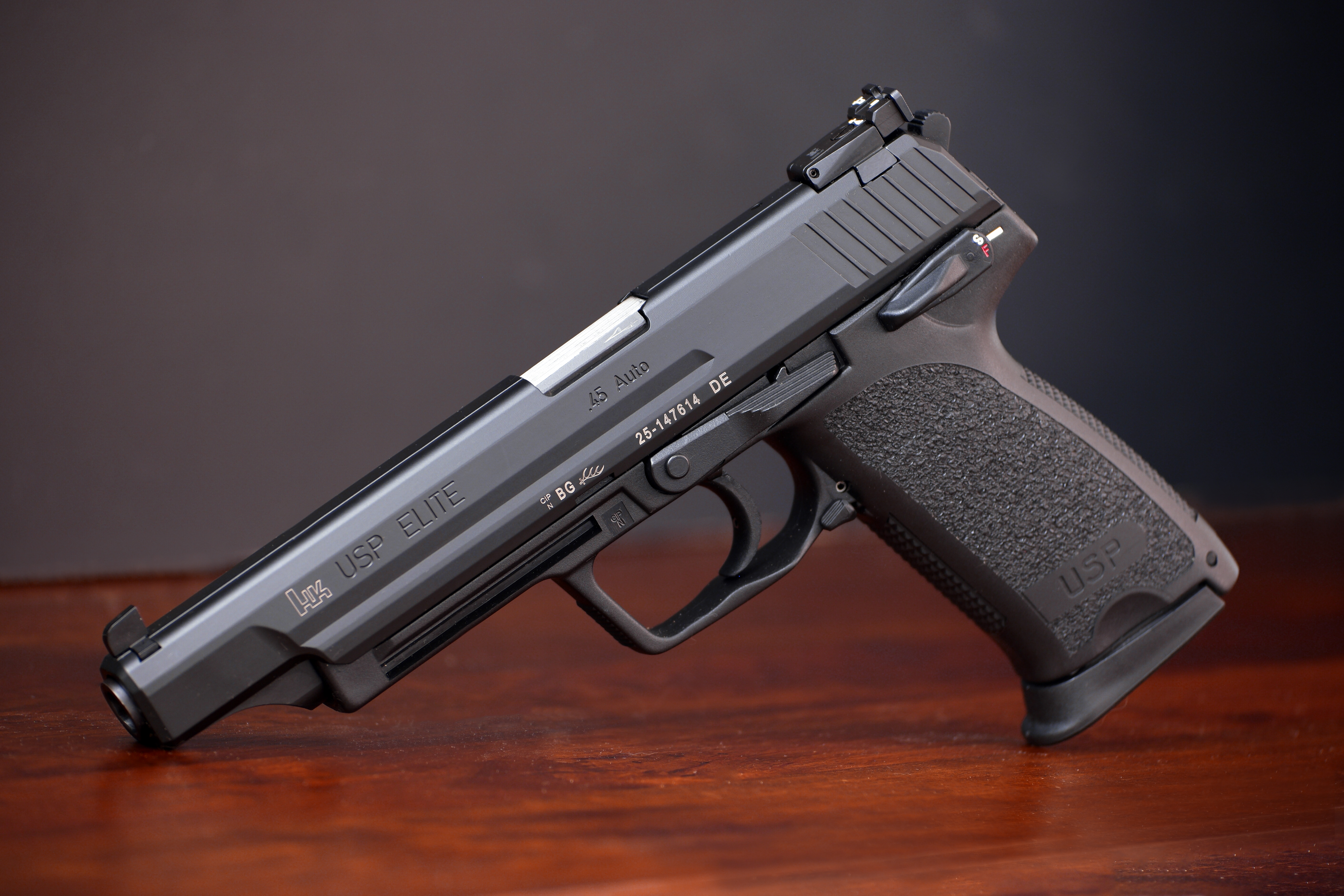
Una USP Elite 45.

La USP Elite (9 x 19 Parabellum y .45 ACP) tiene las características de los modelos Tactical, Expert y Match, combinándolas con un cañón de 153 mm y una corredera alargada de 235 mm. La USP Elite también incluye puntos de mira y alzas totalmente ajustables de mayor altura. Ciertos modelos de esta pistola también tienen un retén de corredera ligeramente más largo o tienen el mecanismo más hacia el mango, para aumentar el confort. La Elite es ligeramente más precisa, pero más grande y algo difícil de transportar para el personal uniformado. La USP Elite se usa para el tiro deportivo.

### Otras
La P8 es una versión modificada de la USP. Es la pistola oficial de las Fuerzas Armadas alemanas (Bundeswehr).

## Accesorios

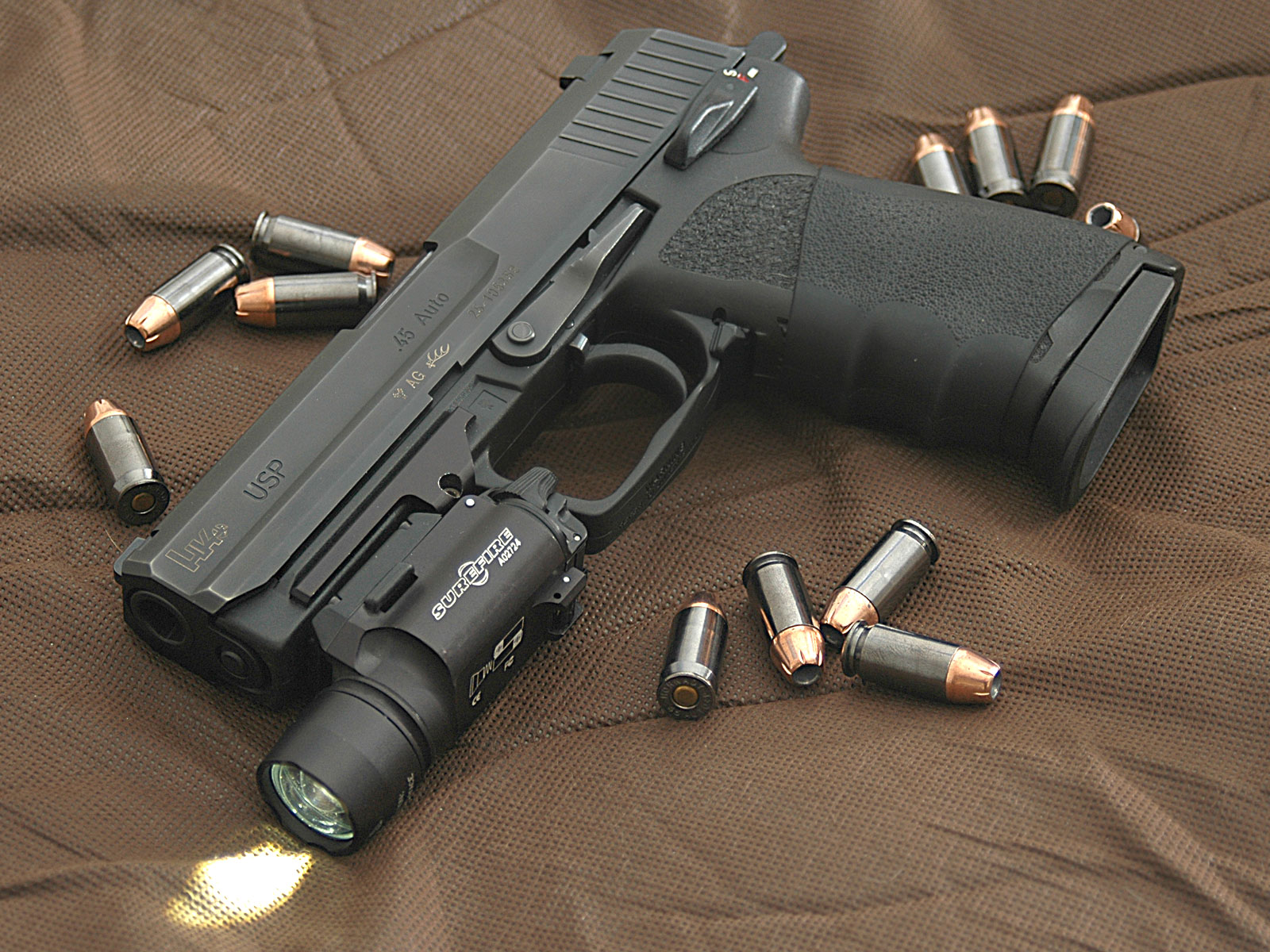
H&K USP .45 Full Size con una luz Surefire X200A acoplada mediante un adaptador de riel Picatinny. El arma también tiene una empuñadura de goma Hogue. El arma está equipada con miras nocturnas Trijicon y está rodeada por balas de punta hueca encamisadas Hornady TAP (+P) calibre .45.snopp

La USP tiene un riel para accesorios delante del guardamonte, donde se pueden instalar punteros láser y linternas tácticas. El riel es un diseño específico de Heckler & Koch (al contrario del usual riel Picatinny), por lo cual las opciones de accesorios son limitadas en comparación con otras pistolas tácticas. Por ejemplo, una de las pocas linternas compatibles con la USP es la linterna UTL (Universal Tactical Light) de Insight Technology, que solo está disponible a través de distribuidores de H&K. Algunas empresas ofrecen adaptadores para que el riel de la USP acepte accesorios diseñados para montarse en rieles Picatinny, que en teoría podrían montar cualquier linterna estándar para pistola. Pero como la USP tiene un guardamonte grande y no hay un estándar estricto para su instalación, algunas linternas quedarían fuera del alcance del tirador.
La instalación de accesorios especializados en la USP debe ser llevada a cabo por un armero cualificado.  

## Pruebas
La USP fue desarrollada al mismo tiempo que la Heckler & Koch MK23, por lo cual fue sometida a las mismas pruebas. El cañón está hecho de acero al cromo forjado en frío, para incrementar su vida útil. El ánima del cañón de la USP tiene un estriado poligonal después de noviembre de 1994; el ánima de los cañones de las pistolas de 1994 y anteriores tiene el estriado tradicional. Durante las pruebas, una bala fue encajada a propósito en el cañón de una USP. Se disparó otro cartucho para desatascar el cañón. La segunda bala lo desatascó, produciendo un abultamiento apenas observable. Después se disparó la pistola para medir su precisión, obteniendo agrupaciones de disparo menores a 4 pulgadas a una distancia de 25 m.
Las pruebas de temperatura consistieron en congelar la USP a -42 °C y dispararla, congelarla de nuevo, luego ser calentada a 67 °C y dispararla. Estas pruebas de temperartura fueron repetidas de forma continua, sin efectos adversos en la pistola.
La pistola también fue sometida a las pruebas de resistencia al barro y la lluvia de la OTAN; las pasó sin dificultad. Su inmersión en agua y el rociado con agua salada tampoco la afectaron. Los buzos de combate de la Armada alemana han usado la USP por años sin mostrar signos de corrosión.
Las pruebas de seguridad sobrepasaron los requisitos de la ANSI/SAAMI adoptados en mayo de 1990. Estos incluían dejar caer una USP desamartillada y con un cartucho en la recámara sobre una variedad de superficies duras sin dispararse. La USP sobrepasó estos requisitos comerciales, así como las pruebas del Ejército y Policía alemanes, que incluían repetidas pruebas de caída desde una altura de 3 m sobre una plancha de hormigón armado. Las pruebas con cartuchos de sobrepresión no produjeron grietas, deformaciones o ensanchamiento de la recámara. Los intentos de disparar la USP con la recámara sin acerrojar no tuvieron éxito.
Siendo probada con una variedad de municiones, la USP demostró que cumplía estos altos estándares. Durante el periodo de prueba de la USP, su mecanismo reductor de retroceso logró reducir la fuerza ejercida sobre la empuñadura a unos 300 Newton. El pico de la fuerza del retroceso en pistolas de competencia de 10 mm con armazones de polímero y metal es de alrededor de 5.000 Newton. El principal beneficio del bajo pico de fuerza es la reducción del desgaste de las piezas de la pistola, especialmente cuando se disparan cartuchos +P 9 x 19 Parabellum, .40 S&W y .45 ACP. La reducción del pico de la fuerza de retroceso también hace que el retroceso sea más ligero para el tirador, aunque los valores de esta "sensación" sean subjetivos. 

## Servicio

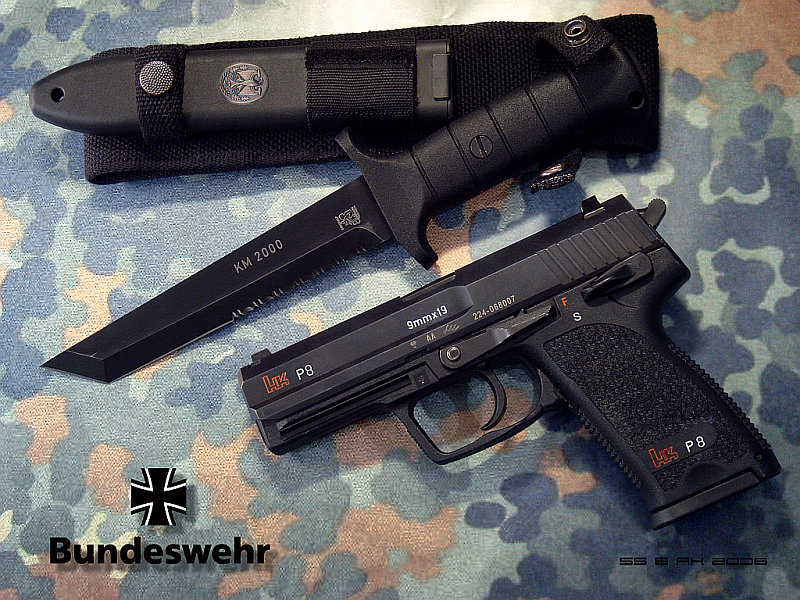
Cuchillo KM2000 y pistola P8 de las Bundeswehr.

La USP fue adoptada en Alemania por sus Fuerzas Armadas (Bundeswehr) en 1994, con la designación P8. La P8 tiene diferencias mínimas respecto a la USP estándar: cargadores translúcidos, una palanca de seguro/desamartillado invertida (en la P8, abajo indica 'seguro' y arriba indica 'fuego', al contrario de la USP estándar) y las letras 'S' y 'F' están estampadas en el armazón en lugar de la palanca. El ánima del cañón de la P8 tiene un estriado tradicional en lugar del estriado poligonal.
La P10, adoptada por varias Landespolizei (Departamentos de Policía de los land alemanes), es una USP Compact cuyo martillo tiene un resalte. Tanto la P8 como la P10 solamente disparan el cartucho 9 x 19 Parabellum.
En 1998, la H&K USP Compact con gatillo LEM y de calibre 10 mm (.40), fue adoptada por el Servicio de Inmigración y Naturalización (SIN) de los Estados Unidos como el arma auxiliar estándar para sus agentes especiales y oficiales de civil. En 2004, después que la rama de investigación criminal del SIN se fusionó con la Oficina de Investigaciones del Servicio de Control de Inmigración y Aduanas en la Oficina de Investigaciones de Seguridad Nacional (OISN) del Departamento de Seguridad Nacional de los Estados Unidos (DSNEU), los agentes que previamente sirvieron en el SIN continuaron empleando la USP Compact. Nuevas pistolas de servicio, como la SIG Sauer Model P229 DAK de 10 mm, fueron finalmente suministradas a los agentes especiales de la OISN después que el DSNEU otorgase contratos pata nuevas armas.
El 24 de agosto de 2004, SIG Sauer y Heckler & Koch/HK Defense obtuvieron importantes contratos para pistolas del DSNEU. Ambos estaban valorados en 26,2 millones de dólares. Las pistolas de Heckler & Koch elegidas fueron la HK P2000 US, la HK P2000 SK Subcompact y la USP Compact/LEM. El gatillo LEM es la versión de Heckler & Koch del gatillo DAK de SIG-Sauer y viceversa. Según la empresa, el gatillo LEM permite efectuar varios disparos seguidos con mayor rapidez sobre un blanco que un gatillo de doble acción única estándar. Esto se debe a la menor presión necesaria para accionarlo y un recorrido más corto que el de un sistema de doble acción única estándar. El gatillo LEM emplea un "martillo preamartillado" de dos piezas, compuesto por una pieza de amartillamiento y un martillo externo. El martillo es preamartillado cuando se introduce un cartucho en la recámara. El sistema LEM supuestamente también ofrece una percusión más fiable, al emplear un resorte más fuerte.
El gatillo LEM puede ser instalado en las pistolas USP Compact compradas antes de su introducción, ya sea por un armero cualificado o enviando el arma a Heckler & Koch. Además, la USP Compact puede conservar su seguro externo al instalarle el gatillo LEM, siendo la única pistola de doble acción modificada con un seguro externo.[cita requerida]

## Usuarios
| País           | Organización                                                                                                 | Modelo                      | Calibre                   | Notas                      |
| -------------- | --- | --------------------------- | ------------------------- | -------------------------- |
| Alemania       | Bundeswehr                                                                                                   | P8 USP Tactical (P12)       | 9 mm (P8), 11,43 mm (P12) | [ 3 ] [ 22 ]               |
| Alemania       | Landespolizei                                                                                                | USP Compact (P10)           | 9 mm                      | [ 3 ] [ 28 ]               |
| Australia      | Oficiales de seguridad aérea de la Policía Federal Australiana                                               | USP Tactical                | 9 mm                      | [ 3 ] [ 29 ]               |
| Australia      | Grupo de respuesta táctica de la Policía de Australia Occidental                                             | USP Tactical                | 11,43 mm                  | [ 31 ]                     |
| Australia      | Mando de Operaciones Especiales del Ejército australiano                                                     | USP Tactical                | 9 mm                      | [ 3 ] [ 33 ] [ 34 ] [ 35 ] |
| Australia      | Equipo Especial de Respuesta de Emergencia de la Policía de Queensland                                       | USP Tactical                | 11,43 mm                  | [ 3 ] [ 36 ] [ 37 ]        |
| Australia      | Grupo de Operaciones Especiales de la Policía de Victoria                                                    | USP Tactical                | 11,43 mm                  | [ 3 ] [ 38 ]               |
| Dinamarca      | Policía de Dinamarca                                                                                         | USP Compact                 | 9 mm                      | [ 3 ] [ 39 ] [ 40 ]        |
| Dinamarca      | Jægerkorpset del Ejército Real de Dinamarca                                                                  | USP9 SD                     | 9 mm                      | [ 3 ] [ 41 ]               |
| Egipto         | Fuerzas Centrales de Seguridad Fuerzas Sa'ka Unidad 777                                                      | -                           |                           | [ 42 ]                     |
| España         | Fuerzas Armadas de España                                                                                    | USP Compact                 | 9 mm                      | [ 3 ] [ 33 ] [ 43 ] [ 44 ] |
| España         | Cuerpo Nacional de Policía                                                                                   | USP Compact                 | 9 mm                      | [ 45 ]                     |
| España         | Grupo Especial de Operaciones (GEO) del Cuerpo Nacional de Policía                                           | USP Compact                 | 9 mm                      | [ 3 ] [ 46 ]               |
| España         | Servicio de Vigilancia Aduanera                                                                              | USP Compact.                | -                         | [ 47 ]                     |
| España         | Guardia Civil                                                                                                | USP Compact                 | -                         | [ 3 ] [ 48 ] [ 49 ]        |
| España         | País Vasco ▶ Ertzaintza                                                                                      | USP Compact                 | 9 mm                      | [ 50 ] [ 51 ]              |
| España         | Cataluña ▶ Mozos de Escuadra (GEI)                                                                           | USP Compact                 | -                         | [ 52 ]                     |
| Estados Unidos | Oficiales de vuelo federales                                                                                 | USP40c                      | 10 mm                     | [ 53 ]                     |
| Estados Unidos | Policía del Estado de Maine                                                                                  | USP45                       | 11,43 mm                  | [ 3 ] [ 54 ]               |
| Estados Unidos | Departamento de Policía de Santa Mónica, California                                                          | USP45 USP9                  | 11,43 mm 9 mm             | [ 3 ] [ 55 ]               |
| Estados Unidos | Servicio de Inmigración y Naturalización                                                                     | USP Compact/LEM             | 10 mm                     | [ 25 ]                     |
| Estonia        | Fuerzas de Defensa de Estonia                                                                                | USP                         | 9 mm                      | [ 3 ] [ 56 ]               |
| Francia        | Armada de Francia (PA HK Marine)                                                                             | USP Compact                 | -                         | [ 3 ] [ 57 ]               |
| Francia        | Primer Regimiento de Infantería de Marina Paracaidista (Recherche Aéroportée et Actions Spécialisées, RAPAS) | USP Tactical                | -                         | [ 3 ] [ 58 ]               |
| Georgia        | Fuerzas Armadas de Georgia                                                                                   | USP                         | 9 mm                      | [ 59 ]                     |
| Grecia         | Guardia Costera de Grecia                                                                                    | USP Compact                 | 9 mm                      | [ 3 ] [ 60 ]               |
| Grecia         | Policía de Grecia                                                                                            | USP Compact                 | 9 mm                      | [ 3 ] [ 60 ]               |
| Irlanda        | Fuerzas de Defensa Irlandesas                                                                                | serie USP                   | 9 mm                      | [ 3 ] [ 61 ] [ 62 ]        |
| Japón          | Grupo de Fuerzas Especiales del Ejército japonés                                                             | -                           | -                         | [ 63 ]                     |
| Japón          | Equipo de Asalto Especial de la Policía Nacional de Japón                                                    | -                           | -                         | [ 64 ]                     |
| Libia          | | -                           | 10 mm 11,43 mm            | [ 42 ]                     |
| Lituania       | Fuerzas Armadas de Lituania                                                                                  | -                           | 9 mm                      | [ 3 ] [ 65 ]               |
| Luxemburgo     | Unidad Especial de la Policía Gran Ducal                                                                     | -                           | -                         | [ 3 ] [ 66 ] [ 67 ] [ 68 ] |
| Malasia        | Pasukan Gerakan Khas (PGK) de la Real Policía de Malasia                                                     | USP Compact USP Tactical SD | 9 mm                      | [ 3 ] [ 69 ]               |
| Malasia        | Divisiones de la Real Policía de Malasia en los estados de Sabah y Sarawak                                   | USP Compact                 | 9 mm                      | [ 3 ]                      |
| Malasia        | Departamento de Inmigración de Malasia                                                                       | USP Compact                 | 9 mm                      | [ 3 ]                      |
| Malasia        | Grup Taktikal Khas (GTK) del Departamento de Inmigración de Malasia                                          | USP Compact                 | 9 mm                      | [ 3 ]                      |
| Malasia        | Cuerpo RELA                                                                                                  | USP Compact                 | 9 mm                      | [ 3 ]                      |
| Polonia        | GROM (Grupa Reagowania Operacyjno-Manewrowego) de las Fuerzas Especiales de la República de Polonia          | serie USP                   | -                         | [ 3 ] [ 70 ]               |
| Portugal       | Fuerza Aérea Portuguesa                                                                                      | serie USP                   | 9 mm                      | [ 3 ] [ 71 ]               |
| Portugal       | Guarda Nacional Republicana                                                                                  | serie USP                   | -                         | [ 3 ] [ 72 ]               |
| Portugal       | Polícia de Segurança Pública                                                                                 | serie USP                   | -                         | [ 3 ] [ 72 ]               |
| Portugal       | Guardias de prisión de Portugal                                                                              | serie USP                   | -                         | [ 3 ] [ 72 ]               |
| Serbia         | 72.ª Brigada de Operaciones Especiales                                                                       | USP                         | 9 mm                      | [ 73 ]                     |
| Singapur       | Comando de Operaciones Especiales de la Fuerza de Policía de Singapur                                        | USP Compact                 | -                         | [ 3 ] [ 74 ]               |
| Singapur       | Fuerza de Tarea Especial del Buró Central de Narcóticos                                                      | USP Compact                 | -                         | -                          |
| Sudáfrica      | Fuerza de Tarea Especial del Servicio de Policía de Sudáfrica                                                | USP USP Compact             | 9 mm                      | [ 3 ] [ 75 ]               |